# Rieden (Rhénanie-Palatinat)
Pour les articles homonymes, voir Rieden.
Rieden est une municipalité du Verbandsgemeinde Mendig, dans l'arrondissement de Mayen-Coblence, en Rhénanie-Palatinat, dans l'ouest de l'Allemagne.